# Георг Валлас
Георг Валлас (нім. Georg Wallas; 11 лютого 1905, Дрезден — 13 листопада 1996) — німецький офіцер-підводник, капітан-лейтенант крігсмаріне.

## Біографія
В 1925 році вступив на флот. З листопада 1939 по листопад 1940 року пройшов курс підводника. З 6 листопада 1940 по 30 вересня 1941 року — командир підводного човна U-60. В жовтні-грудні пройшов підготовку в 26-й флотилії. З 20 грудня 1941 по 2 грудня 1942 року — командир U-356, на якому здійснив 1 похід (3 вересня — 4 листопада 1942). З грудня 1942 року — офіцер Адмірал-штабу в штабі командувача підводним флотом в Італії. З вересня 1944 по травень 1945 року — командир роти 33-ї флотилії.

## Звання
- Лейтенант-цур-зее (1 листопада 1939)
- Оберлейтенант-цур-зее (1 листопада 1940)
- Капітан-лейтенант (1 листопада 1942)

## Нагороди
- Медаль «За вислугу років у Вермахті» 4-го і 3-го класу (12 років)
- Залізний хрест 2-го і 1-го класу
- Нагрудний знак підводника